# مکبث (فیلم ۱۹۷۱)
مکبث (انگلیسی: Macbeth) فیلمی بریتانیایی-آمریکایی به کارگردانی رومن پولانسکی و اقتباسی از تراژدی مکبث ویلیام شکسپیر است که در سال ۱۹۷۱ منتشر شد.

## بازیگران
- جان فینچ - مکبث
- فرانچسکا آنیس - بانو مکبث
- مارتین شا - بانکو
- ترنس بیلر - مک‌داف
- جان استراید - راس
- نیکلاس سلبی - شاه دانکن
- استفان چیس - مالکوم
- پال شلی - دانلبین
- کیت چگوین - فلیانس
- مارک دایتام - پسر مک‌داف
- سیدنی بروملی - باربر
- ریچارد پیرسون - دکتر
- دایان فلچر
- مایکل بالفور